# You’re Living All Over Me
Az 1987-es You’re Living All Over Me a Dinosaur Jr. második nagylemeze. Az album címe egy sorból származik, melyet még a turné alatt írt J Mascis frontember. Szerepel az 1001 lemez, amit hallanod kell, mielőtt meghalsz című könyvben.
A lemez akkor jelent meg, amikor az együttest még Dinosaurnak hívták. Néhány hónappal a megjelenés után az SST Records már Dinosaur Jr. név alatt jelentette meg a lemezt.

## Az album dalai
|     | Cím                                                   | Szerző(k)                                                               | Hossz |
| --- | ----------------------------------------------------- | ----------------------------------------------------------------------- | ----- |
| 1.  | Little Fury Things                                    | J Mascis                                                                | 3:05  |
| 2.  | Kracked                                               | J Mascis                                                                | 2:51  |
| 3.  | Sludgefeast                                           | J Mascis                                                                | 5:14  |
| 4.  | The Lung                                              | J Mascis                                                                | 3:51  |
| 5.  | Raisans                                               | J Mascis                                                                | 3:48  |
| 6.  | Tarpit                                                | J Mascis                                                                | 4:33  |
| 7.  | In a Jar                                              | J Mascis                                                                | 3:26  |
| 8.  | Lose                                                  | Lou Barlow                                                              | 3:08  |
| 9.  | Poledo                                                | Lou Barlow                                                              | 5:40  |
| 10. | Show Me the Way (bónuszdal az SST CD kiadásáról)      | Peter Frampton                                                          | 3:45  |
| 11. | Just Like Heaven (bónuszdal a 2005-ös kiadásokról)    | Robert Smith, Simon Gallup, Porl Thompson, Boris Williams, Lol Tolhurst | 2:53  |
| 12. | Throw Down (bónuszdal az Imperial Records kiadásáról) | J Mascis                                                                | 0:49  |
| 13. | In a Jar (koncertfelvétel)                            | J Mascis                                                                |       |

## Közreműködők
- J Mascis – gitár, ütőhangszerek, ének
- Lou Barlow – basszusgitár, ukulele, ének, szalagok
- Murph – dob
- Lee Ranaldo – háttérvokál a Little Fury Things-en
- Maura Jasper – borítóterv

## Fordítás
Ez a szócikk részben vagy egészben a You're Living All Over Me című angol Wikipédia-szócikk ezen változatának fordításán alapul.  Az eredeti cikk szerkesztőit annak laptörténete sorolja fel. Ez a jelzés csupán a megfogalmazás eredetét és a szerzői jogokat jelzi, nem szolgál a cikkben szereplő információk forrásmegjelöléseként.